# いちば仔牛
いちば 仔牛（いちば こうし）は、日本の漫画家、イラストレーター。
同人サークル「UGO」 (Under Ground Organization) のメンバーとしての同人誌活動を経て、2005年5月26日新創刊された月刊漫画誌『月刊少年シリウス』（講談社）にて商業漫画作品『圏外です♡』でデビュー。また、イラストレーターとしては、2001年7月に絵本『まるまるあるまじろ』（マイクロデザイン社）を刊行している。

## 略歴
- 2001年 - 『まるまるあるまじろ』刊行。
- 2005年 - 『圏外です♡』で商業漫画デビュー。

## 作品リスト

### 漫画
単行本
- 圏外です♡（全3巻、『月刊少年シリウス』、講談社）
- ポチッと!（全1巻、『月刊少年シリウス』、講談社）

未収録作品
- 明るい魔王計画（2007年、『月刊マガジンZ』、講談社）
- カテカテ（2007年、『ガンダムエーススペシャルVol.2』、角川書店）

### 絵本
- まるまるあるまじろ（2001年、マイクロデザイン社） ISBN 4-89637-053-8